# آرتور سنت کلر
آرتور سنت کلر (Arthur St. Clair) (۲۳ مارس ۱۷۳۷–۳۱ اوت ۱۸۱۸ [تاریخنگاری سبک قدیم ۱۷۳۶])، سرباز و سیاست‌مدار اسکاتلندی-آمریکایی بود. وی که در تورسو اسکاتلند متولد شد، قبل از سکونت در پنسیلوانیا جایی‌که دفتر محلی داشت، در جریان جنگ فرانسویان و سرخپوستان در ارتش بریتانیا خدمت کرد. در جریان جنگ انقلابی آمریکا در ارتش قاره‌ای به رتبهٔ سرلشکری رسید اما پس از یک عقب‌نشینی بحث‌برانگیز از فورت تیکنودیروگا فرماندهی خویش‌را از دست داد.
پس از جنگ بعنوان رئیس کنگره قاره‌ای خدمت کرد که در این جریان فرمان شمال‌غربی را امضاء نمود. بعداً در سال ۱۷۸۸ فرماندار قلمروی شمالغربی که بعداً در سال ۱۸۰۰ میلادی یکی از بخش‌های اوهایو گردید، تعیین شد. سنت کلر در سال ۱۷۹۱ فرماندهی نیروهای آمریکایی را در بدترین شکست ایالات متحده آمریکا توسط آمریکایان بومی به عهده داشت. از آنجائیکه از لحاظ سیاسی با جفرسون فاصله داشت، در سال ۱۸۰۲ به عنوان فرماندار تعیین شد.

## اوایل زندگی و حرفه
سنت کلر در تورسو کیث‌نس اسکاتلند متولد شد. در مورد اوایل زندگی وی اطلاعات کمی وجود دارد. تذکره نویسان اولیه، سال تولد او را ۱۷۳۴ تخمین زده‌اند، اما مورخان بعدی ۲۳ مارس سال ۱۷۳۶ را به عنوان تاریخ تولد وی کشف نموده‌اند که در سیستم سالنامه مدرن به این معنی است که وی در سال ۱۷۳۷ متولد شده‌است. والدین وی که برای تذکره نویسان قدیمی نامعلوم بودند، احتمالاً ویلیام سینکلیر، یک تاجر و الیزابت بالفور بودند.
سنت کلر در سال ۱۷۵۷ منصبی را در ارتش بریتانیا در هنگ سلطنتی آمریکا خریداری کرد و همراه با ناوگان دریاسالار ادوارد بوسکان برای جنگ فرانسه و سرخپوستان همراه با ناوگان دریاسالار ادوارد بوسکان به آمریکا آمد. در ۲۶ ژوئیه ۱۷۵۸ در تصرف لوئیسبورگ نووا سکوتیا، تحت فرماندهی سرتیپ جفری آمهرست خدمت کرد. در ۱۷ آوریل سال ۱۷۵۹ به رتبه ستوانی رسید و تحت فرماندهی سرتیپ جیمز ولف در نبرد دشت‌های ابراهام که منتج به تصرف شهر کبک شد، خدمت کرد.

## ساکنین آمریکا
در ۱۶ ماه آوریل سال ۱۷۶۲ از خمدت در ارتش استعفا داد و در سال ۱۷۶۴ در درهٔ لایگونیر پنسیلوانیا مسکن‌گزین شد و در آنجا زمین خریداری و کارخانه ساخت. وی بزرگترین زمین‌دار در پنسیلوانیای غربی بود.
سنت کلر در سال ۱۷۷۰ دادگستر جلسات ربعوار و دادخواست مشترک دادگاه، عضو شورای مالکیت، قاضی، منشی و کاتب دادگاه ایتام و منشی محله‌های بدفورد و وست مورلند شد.
در سال ۱۷۷۴ مستعمره ویرجینیا ادعای مالکیت منطقه اطراف پیتسبورگ پنسیلوانیا را کرد و یک‌تعداد از ساکنین پنسیلوانیای غربی برای دفع آن اسلحه برداشتند. سنت کلر دستور بازداشت افسری را صادر کرد که نیروهای ویرجینیا را رهبری می‌کرد. سر انجام جنگ لارد دونمور اختلافات مرزی را حل و فصل کرد.

## جنگ انقلابی
در اواسط دهه ۱۷۷۰، سنت کلر خود را بیشتر یک آمریکایی می‌دانست تا اینکه یک تبعه بریتانیایی بداند. در ماه ژانویه سال ۱۷۷۶ مأموریتی را به عنوان سرهنگ هنگ سوم پنسیلوانیا در ارتش قاره‌ای پذیرفت. وی اولین بار در روزهای اخیر تهاجم کوبک خدمت کرد و در نبرد ترایس-ریورس جنگید. در ماه اوت سال ۱۷۷۶ به عنوان سرتیپ گماشته شد و توسط سرهنگ جورج واشینگتن به منظور کمک به سازماندهی شبه‌نظامیان نیوجرسی به آن منطقه اعزام شد. وی قبل از نبرد ترینتو که در صبح ۲۶ دسامبر صورت گرفت، در شب دسامبر ۲۵/۲۶سال ۱۷۷۶ در عبور جورج واشینگتن از دریای دلاور شرکت نمود. تعدادی زیادی از تذکره‌نویسان، راهبردی را که منجر به تصرف پرینستون نیوجرسی در ۳ ژانویه سال ۱۷۷۷ توسط واشینگتن شد، به سنت کلر نسبت می‌دهند. کلیر در ماه فوریه سال ۱۷۷۷ به رتبه سرلشکری ارتقا یافت.
سنت کلر در آوریل سال ۱۷۷۷ به منظور دفاع از فورت تیکوندیروگا اعزام شد. پادگان وی با تعدا زیادی از نیرو، نوانست در مقابل قوای زیاد سرتیپ ساراتوگا بریتانیایی در نبرد جان بورگوئین مقاومت کند. در ۵ ژوئیه ۱۷۷۷ در محاصره فورت تیکنودیروگا مجبور به عقب‌نشینی شد. نیروهای خویش‌را عقب کشید و دیگر در لشکرکشی‌ها نقش بیشتری ایفا نکرد. در سال ۱۷۷۷ به‌خاطر از دست دادن تیکوندیروگا در دادگاه نظامی دادگاهی شد.
سنت کلر گرچند ازطرف دادگاه برائت گرفت و به وظیفه خویش برگشت، ولی دیگر فرماندهی هیچ جنگی به وی داده نشد. با این‌وجود، وی هنوز هم به عنوان دستیار سرتیپ واشینگتن که دیدگاه عالی نسبت به او داشت، کار می‌کرد. زمانی‌که لارد کورنوالیس ارتش خویش را تسلیم می‌کرد، سنت کلر در یورک تاون به سر می‌برد. در سال ۱۷۸۰ در جریان خدمت سربازی، سنت کلر به‌عنوان عضو انجمن فیلسوفان آمریکایی انتخاب شد.

## رئیس‌جمهور ایالات متحده آمریکا در کنگره
سنت کلر در سال ۱۷۸۳ عضو شورای سانسورچی پنسیلوانیا بود و به‌عنوان نماینده کنگره کنفدراسیون انتخاب شد و از ۲ نوامبر ۱۷۸۵ تا ۲۸ نوامبر ۱۷۸۷ در آنجا مصروف خدمت بود. در اوایل سال ۱۷۸۷ با شورش شیز و امتناع آستان‌ها از حل اختلافات زمین یا کمک به دولت شش ساله فدرال، هرج و مرج حکم‌فرما شد.
در ۲ فوریه ۱۷۸۷، بالاخره حد نصاب نمایندگان پوره شد و سنت کلر برای یک دوره یک ساله به‌عنوان رئیس کنگره قاره‌ای انتخاب شد. قانون شمال‌غربی، مهم‌ترین قانون کنگره در دورهٔ کاری سنت کلر به عنوان رئیس به تصویب رسید. زمان کنگره کنفدراسیون رو به اتمام بود، با این‌حال، در جریان ریاست سنت کلر، کنوانسیون فیلادلفیا در حال تصویب قانون اساسی جدید ایالات متحده آمریکا بود که بر اساس آن قانون کنگره قدیمی لغو می‌شد.

## سرزمین شمالغربی
طبق فرمان سال ۱۷۸۷ که سرزمین شمال‌غربی را ایجاد کرد، سرتیپ سنت کلر به‌عنوان فرماندار اوهایو، ایندیانا، الینوی و میشیگان همراه با بخش‌های از ویسکونسین و مینه‌سوتا تعیین شد. سنت کلر سینیسیناتی و اوهایو را به‌نام انجمن سینیسیناتی نام‌گذاری کرد و در آنجا خانه خویش را ساخت.
به عنوان فرماندار اولین قوانین نوشته شدهٔ سرزمین به‌نام کود ماکسول (چاپ ویلیام ماکسول) را تدوین کرد. وی همچنین به دنبال پایان بخشیدن به ادعاهای آمریکائیان بومی بر سرزمین اوهایو و اسکان سفیدپوستان در آن منطقه بود. در سال ۱۷۸۹، موفق به گرفتن امضای یک‌تعداد از آمریکائیان بومی در معاهده فورت هارمر شد، اما بسیاری از رهبران بومی به شرکت در مذاکرات دعوت نشده بودند یا اینکه از شرکت در مذاکرات خودداری نمودند. این معاهده به عوض حل و فصل ادعاهای آمریکائیان بومی، سبب مقاومت بیشتر آن‌ها در جنگی شد که گاهی به عنوان «جنگ شمال‌غربی هند» (یا «جنگ سنگ پشت کوچک») نیز یاد می‌شود. دشمنی‌های متقابل سبب لشکرکشی سرتیپ جوئیس هارمر شد که ۱۵۰۰ نیروهای شبه‌نظامی وی در سال ۱۷۹۰ توسط آمریکائیان بومی به شکست مواجه شدند.
در ماه مارس سال ۱۷۹۱ سنت کلر در بست سرلشکری به عنوان فرمانده ارتش ایالات متحده آمریکا جانشین هارمر شد. وی شخصاً سفر جزائی نظامی شامل دو هنگ ارتش منظم و یک‌تعداد شبه‌نظامیان را رهبری کرد. در اکتبر سال ۱۷۹۱ فورت جفرسون (اوهایو) به عنوان پایگاه پیشرفتهٔ لشکر کشی‌های او طبق هدایت سرتیپ آرتور سنت کلر ساخته شد. این قلعه که در محلهٔ دارک فعلی در دورترین نقطه اوهایوی غربی قرار دارد، از چوب ساخته شده و در اصل برای دیپوی تدارکات درنظر گرفته شده بود. برهمین اساس بود که در ابتداء به فارت دیپازیت نامگذاری شد.
یک‌ماه بعد نیروهای وی در نزدیکی فورت ریکوری فعلی تا محل سکونت آمریکائیان بومی در نزدیکی سرچشمهٔ دریای واباش پیشرفت نمود اما در ۴ نوامبر در یک نبرد کنفدراسیون قبیله‌ای تحت رهبری لیتر ترتل فرمانده نظامی میامی و بلو جاکت رئیس قبیله شوانی، به شکست مواجه شد. همکاران بریتانیایی آنها آلکساندر مک کی و سایمون گرتی آن‌ها را کمک نمود. بیش از ۶۰۰ سپاهی و تعداد زیادی از زنان و کودکان در نبرد کشته شدند که از آن‌زمان به بعد به‌نام «شکست ست کلر» یاد می‌شود.

## ارجاعات
1. ↑  Gregory Evans Dowd. "St. Clair, Arthur", American National Biography Online, February 2000.
2. ↑  Fischer, David Hackett (2006). Washington's Crossing. Oxford University Press. pp. 313–14. ISBN 0-19-518159-X.
3. ↑  "Major General Arthur St. Clair". National Museum of the United States Army. January 27, 2015.
4. ↑  "APS Member History". search.amphilsoc.org. Retrieved 2020-12-06.
5. ↑  Suess, Jeff. "Our history: Who was Cincinnatus, inspiration for city's name?". The Enquirer (به انگلیسی). Retrieved 2021-03-05.

## کتب
- Kopper, Kevin Patrick. "Arthur St. Clair and the Struggle For Power in the Old Northwest, 1763–1803" (Dissertation. Kent State University, 2005) online بایگانی‌شده  در ۲۰۱۸-۱۰-۰۴ توسط Wayback Machine
- Smith, William Henry, ed. (1882). The Life and Public Services of Arthur St. Clair. Vol. 1. Robert Clarke & Company.
- Smith, William Henry, ed. (1882). The Life and Public Services of Arthur St. Clair. Vol. 2. Robert Clarke & Company. ISBN 978-0-598-28691-8.